# Paralophogaster atlanticus
Paralophogaster atlanticus är en kräftdjursart. Paralophogaster atlanticus ingår i släktet Paralophogaster och familjen Lophogastridae. Inga underarter finns listade i Catalogue of Life.